# Champoulet
Champoulet är en kommun i departementet Loiret i regionen Centre-Val de Loire strax norr Frankrikes mitt. Kommunen ligger i kantonen Briare som tillhör arrondissementet Montargis. År 2022 hade Champoulet 52 invånare.

## Befolkningsutveckling
Antalet invånare i kommunen Champoulet
| Referens: INSEE |